# تشيكوسلوفاكيا في الألعاب الأولمبية
تشيكوسلوفاكيا كانت الألعاب الأولمبية من أهم الأحداث الرياضية في تشيكوسلوفاكيا، أول مشاركة كانت في دورة الألعاب الأولمبية الصيفية 1920 في أنتويرب في بلجيكا وآخر دورة كانت في الألعاب الأولمبية الصيفية 1992 في برشلونة في إسبانيا، كانت تشيكوسلوفاكيا واحدة من الدول التي قاطعت المشاركة في دورة الألعاب الأولمبية الصيفية 1984 في لوس أنجلوس في الولايات المتحدة، فازت تشيكوسلوفاكيا ب143 ميدالية منها 49 ذهبية و49 فضية و 45 برونزية، وأكثر الرياضات التي نافست بها هي الجمباز و ألعاب القوى و التجديف و الرماية ورياضات أخرى.
في الألعاب الأولمبية الشتوية شاركت تشيكوسلوفاكيا ب16 دورة من أول دورة في شاموني 1924 في فرنسا إلى دورة ألبرفيل 1992 في فرنسا، وتمكنت من الفوز ب25 ميدالية وهي 2 ذهبية و8 فضية و15 برونزية وأكثر الرياضات التي نافست بها هي هوكي الجليد القفز التزلجي.